# Municipio de Nelson (Arkansas)
El municipio de Nelson (en inglés: Nelson Township) es un municipio ubicado en el condado de Clay en el estado estadounidense de Arkansas. En el año 2010 tenía una población de 209 habitantes y una densidad poblacional de 3,63 personas por km².

## Geografía
El municipio de Nelson se encuentra ubicado en las coordenadas 36°21′24″N 90°43′33″O / 36.35667, -90.72583. Según la Oficina del Censo de los Estados Unidos, el municipio tiene una superficie total de 57.65 km², de la cual 57,65 km² corresponden a tierra firme y (0 %) 0 km² es agua.

## Demografía
Según el censo de 2010, había 209 personas residiendo en el municipio de Nelson. La densidad de población era de 3,63 hab./km². De los 209 habitantes, el municipio de Nelson estaba compuesto por el 94,26 % blancos, el 1,91 % eran afroamericanos y el 3,83 % eran de una mezcla de razas. Del total de la población el 1,44 % eran hispanos o latinos de cualquier raza.